# موطلو (جليكخان)
موطلو (بالكردية: Şirfîn‏) (بالتركية: Mutlu)‏ هي قرية كرديّة رشوانيّة تتبع إداريّاً لمديرية جليكخان في محافظة أديامان التركية، بلغ عدد سكانها 295 نسمة في عام 2021 ويتبعها نجوع جيبقلي وخرمان.